# 2008年夏季奥林匹克运动会中国花样游泳队
花样游泳为女子水上项目，于1984年洛杉矶奥运会正式成为奥运比赛项目，分单人、双人两项；至1996年改为集体赛，设双人和团体两个项目，至2000年改为双人和团体两个项目。参加2008年北京夏季奥林匹克运动会的中国花样游泳队一行共计15人，其中运动员9人，教练4人。本屆奧運为中國第三次參與該項目，過去未曾取得任何獎牌。本次奥运会中国队获得了全部二个项目即双人、团体的参赛资格。

## 人员构成
- 教练（4人）：井村雅代、汪洁、郑嘉、浅岡良信；
- 管理：白慕炜，医生：任素春；
- 运动员（9人）：张晓欢、顾贝贝、王娜、蒋文文、蒋婷婷、孙萩亭、刘鸥、罗茜、黄雪辰。